# Dickinson Valley
Das Dickinson Valley ist ein 1,9 km langes Tal im ostantarktischen Viktorialand. Es liegt an der Westflanke des Nickell Peak in der Cruzen Range.
Das New Zealand Geographic Board benannte das Tal 2005 fälschlich als Dickenson Valley nach dem Geologen Warren Dickenson, der ab 1996 als Leiter von fünf Kampagnen der neuseeländisch Victoria University’s Antarctic Expeditions die Quartärgeologie der Antarktischen Trockentäler untersuchte. Die falsche Schreibweise wurde im Jahr 2007 in die heutige Form korrigiert.